# Crataegus vegeta
Crataegus vegeta es una especie de planta del género Crataegus, perteneciente a la familia Rosaceae.

## Taxonomía
Crataegus vegeta fue descrita por Charles Sprague Sargent en 1903.

## Distribución
Se encuentra en el territorio de Illinois.